# 大和圩乡
太和圩乡，是中华人民共和国湖南省衡陽市耒阳市下辖的一个乡镇级行政单位。

## 行政区划
太和圩乡下辖以下地区：
五和村、瑶洞村、新立村、荣公村、丰乐村、樟田村、存谷村、联明村、新华村、群乐村、沙元村、茂泉村、莲花村、陡岭村、春江村、新芳村、雅江村、爱群村、禄田村和群阳村。